# 1751 w literaturze

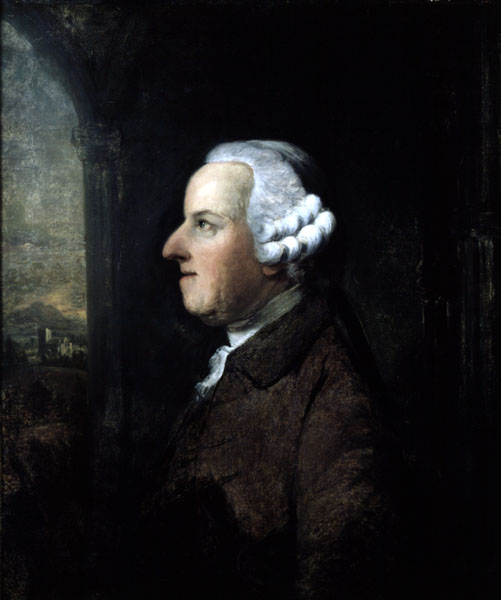
Thomas Gray

Wydarzenia literackie w 1751 roku.

## nowe książki
- Thomas Gray - Elegy Written in a Country Churchyard

## Urodzili się
- 30 października – Richard Brinsley Sheridan, irlandzki poeta i dramatopisarz (zm. 1816)